# なにはなくとも全員集合!!

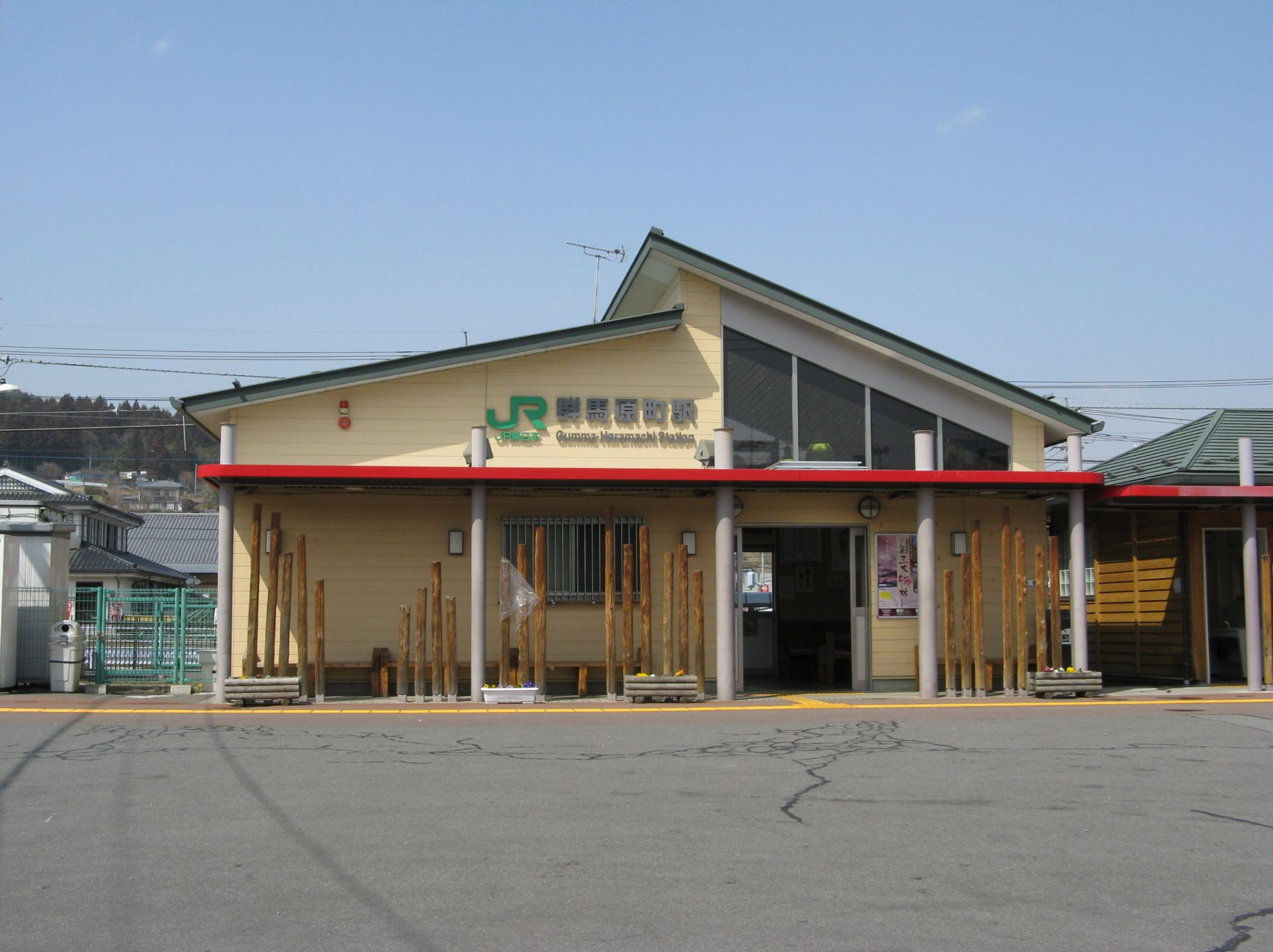
映画に登場した「草津駅」のロケに使われた群馬原町駅（長野原線(現：吾妻線)）

『なにはなくとも全員集合!!』（なにはなくともぜんいんしゅうごう!!）は、1967年に製作・公開されたザ・ドリフターズの「全員集合シリーズ」及び松竹ドリフ映画第1作。併映は『喜劇 一発勝負』。
ザ・ドリフターズの初主演映画であるが、ストーリーはクレージー映画の脚本を担当していた田波靖男の原作をもとに、三木のり平演じる白坂駅長一家を中心としたホームコメディーとなっている。

## ストーリー
初夏の草津温泉。この町では赤字続きのローカル線とバス会社の西武バスが敵対していた。そんな中、駅長として赴任した白坂（三木のり平）は、旅館の若旦那・風太に町の権力者と勘違いされ、西武バスの宴会へと連れていかれる。白坂はそうとも知らずにバス会社批判を行い、西武バスの営業所長・碇谷を怒らせてしまう。翌日、初出勤した白坂は駅員の加藤や仲本を叱咤激励し、加藤らも白坂の娘・悦子（中尾ミエ）のために奮闘する。一方で、碇谷も所員の荒井や新川（古今亭志ん朝）らを動員し、草津に新路線を開通させた。
しかしある日、新川が運転するバスに白坂の息子が危うくひかれそうになってしまい……

## スタッフ
- 監督：渡邊祐介
- 製作：青木伸樹、脇田茂
- 原作：田波靖男
- 脚本：石松愛弘、渡邊祐介
- 撮影：堂脇博
- 美術：加藤雅俊
- 音楽：萩原哲晶
- 録音：山本忠彦
- 調音：佐藤広文
- 照明：田村晃雄
- 編集：寺田昭光
- 助監督：山根成之
- 記録：河辺美津子
- 現像：東洋現像所
- 製作主任：岸田秀男
- 協力：草津温泉やまだ屋、草津町

## キャスト
- 白坂栄造：三木のり平
- 白坂悦子：中尾ミエ
- 白坂政子：丹阿弥谷津子
- 白坂勇：高塚徹
- 加藤登：加藤茶
- 仲本幸助：仲本工事
- 碇谷長吉：いかりや長介
- 碇谷サダ：若水ヤエ子
- 荒井：荒井注
- 山田風太：高木ブー
- 山田静子：中紀美子
- 新川：古今亭志ん朝
- 若子：中村晃子
- 岩崎：名和宏
- 長谷川：福岡正剛
- 宮田：曾我廼家明蝶
- 宮田秀夫：住吉正博
- みゆき：水谷良重
- 春子：谷雅子
- ヤクザ：村上不二夫
- 警官：大屋満
- 文句を言う駅の客：ダーク大和、大杉侃二郎、須藤照夫
- 旅の友社編集部員：鶴賀二郎
- 大阪屋の呼び込み：駒八郎
- 酔っ払いの客：立花新
- 西武バスの社員：島田三郎、青柳導、小森英明
- 雑貨店の店員：水木梨恵
- 雑貨店の客：堀崎真奈美
- 秀夫の恋人：光映子
- 西武バスの乗務員：有崎由見子

## トリビア
- 当作品には、実在するバス会社の西武バス（当時の社名は「西武自動車」）が登場する。同社は当時実際に草津を営業エリアとしており、作中に登場する草津営業所も存在していた（無論、作中の営業所とは別。実在の営業所は後に廃止）。草津地区の運行については、その後西武高原バスを経て、現在は西武観光バス軽井沢営業所が行っている。
- 劇場予告編では、荒井注が「新井注」と誤って表記されている。